# Dinalupihan
Dinalupihan is een gemeente in de Filipijnse provincie Bataan op het eiland Luzon. Bij de laatste census in 2007 had de gemeente ruim 92 duizend inwoners.

## Geografie

### Bestuurlijke indeling
Dinalupihan is onderverdeeld in de volgende 46 barangays:
| - Aquino - Bangal - Bayan-bayanan - Bonifacio - Burgos - Colo - Daang Bago - Dalao - Del Pilar - Gen. Luna - Gomez - Happy Valley - Jose C. Payumo, Jr. - Kataasan - Layac - Luacan | - Mabini Ext. - Mabini Proper - Magsaysay Street - Maligaya - Naparing - New San Jose - Old San Jose - Padre Dandan - Pag-asa - Pagalanggang - Payangan - Pentor - Pinulot - Pita - Rizal | - Roosevelt - Roxas - Saguing - San Benito - San Isidro - San Pablo - San Ramon - San Simon - Santa Isabel - Santo Niño - Sapang Balas - Torres Bugauen - Tubo-tubo - Tucop - Zamora |

## Demografie
Dinalupihan had bij de census van 2007 een inwoneraantal van 92.289 mensen. Dit zijn 16.144 mensen (21,2%) meer dan bij de vorige census van 2000. De gemiddelde jaarlijkse groei komt daarmee uit op 2,69%, hetgeen hoger is dan het landelijk jaarlijks gemiddelde over deze periode (2,04%). Vergeleken met de census van 1995 is het aantal mensen met 27.130 (41,6%) toegenomen.

De bevolkingsdichtheid van Dinalupihan was ten tijde van de laatste census, met 92.289 inwoners op 92,52 km², 704,3 mensen per km².